# 코리아중앙데일리
코리아중앙데일리는 2000년 10월 17일 창간한 대한민국의 영문 신문이다. 대한민국의 정치, 경제, 사회, 문화 등을 세계인들에게 정확히 전달하기 위한 ‘한국의 창’(Your window to Korea)을 모토로 한다. 글로벌 역량을 갖춘 영어 전문 기자가 현장을 직접 취재하며, 한국인 발행인-외국인 편집국장 체제로 운영해 균형 잡힌 시각으로 한국 소식을 해외에 널리 전하고 있다.
주한 외국인 사회에서 가장 선호하는 신문으로, 뉴욕타임스, BBC, CNN, 르몽드, 가디언 등 유력 외신들이 제일 많이 인용 보도 한다. 한국 언론 중 유일하게 ‘2018년 평창 동계 올림픽 및 패럴림픽’ 공식 영어 신문으로 선정되어 역대 최다 92개국 선수가 참가한 올림픽 선수촌 신문을 제작함으로써 대한민국을 전 세계에 홍보하고 알리는데 기여하였다.
구글, 다우존스-로이터(Dow Jones-Reuters), Yahoo, MSN, 닛케이 등을 통해 미국, 유럽, 남미, 아시아 등 전 세계에 한국 소식을 전한다.
국가영어능력평가시험에 Korea JoongAng Daily 기사가 활용된 바 있으며, 일본 대학교 입학 시험(群馬大学) 및 국가직 및 서울시 공무원 시험에도 현재 활용되고 있다. 또한 원어민 에디터가 직접 녹음하여 들려주는 네이버 오디오 클립<뉴요커가 읽어주는 3분 뉴스> 오디오 뉴스를 인기리에 연재하고 있다.
주요 지면은 National, Business, Opinion, Culture, Sports가 있으며 독자들의 영어 학습을 위한 주말해설판 Think English를 매주 토요일 발행하고 있다.
코리아중앙데일리는 2000년부터 뉴욕타임스와 제휴하여 ‘Global-Local’신문을 매일 공동 발행한다. 이에 따라 대한민국 독자들은 Korea JoongAng Daily(12면)와 The New York Times(20면)를 동시에 받아 볼 수 있다.
사옥은 서울시 마포구 상암동에 위치한 중앙일보빌딩이다.

## 같이 보기
- 한국어 신문 목록